# Noyal-sur-Brutz
Noyal-sur-Brutz är en kommun i departementet Loire-Atlantique i regionen Pays de la Loire i nordvästra Frankrike. Kommunen ligger i kantonen Rougé som tillhör arrondissementet Châteaubriant. År 2022 hade Noyal-sur-Brutz 579 invånare.

## Befolkningsutveckling
Antalet invånare i kommunen Noyal-sur-Brutz
| Referens: INSEE |